# سوق اللزمين (بني العوام)

تعديل مصدري - تعديل

سوق اللزمين هي إحدى قرى عزلة بني القدمي بمديرية بني العوام التابعة لمحافظة حجة، بلغ تعداد سكانها 218 نسمة حسب تعداد اليمن لعام 2004.